# Бихария
Бихария (рум. Biharia, венг. Bihar) — коммуна Румынии в жудеце Бихор.
Коммуна расположена на расстоянии 442 км к северо-западу от Бухареста, 8 км к северу от Орадя и 133 км к западу от Клуж-Напока.
Занимает площадь в 58,37 км². Население 4 205 жителей (2011 год). Плотность — 72 чел/км².
В состав коммуны входят следующие села (данные о населении за 2002 год):
- Бихария (3184 чел.) — административный центр коммуны
- Кауачеу (676 чел.)

Национальный состав коммуны:
- венгры — 85,9 %
- румыны — 12,1 %
- ромы — 1,7 %
- немцы — 0,1 %
- остальные — < 0,1 %

## История
Первое письменное упоминание о Бихария датируется 1067 годом, под латинским названием Byhoriensis Civita в хронике Gesta Hungarorum, как о резиденции правителя (герцога хазар) Менуморута.
В конце Первой мировой войны Австро-Венгерская империя была разрушена, и территория коммуны по Трианонскому договору присоединилась к Великой Румынии .
В 1940 году, после Второго Венского арбитража, была аннексирована Венгрией до 1944 года, в течение которого еврейская община была уничтожена нацистами. Присоединена к Румынии после Второй мировой войны по Парижскому договору 1947 года.

## Экономика
Экономика в основном базируется на сельском хозяйстве, в котором занято 65 % активного населения, в то время как в промышленности занято 7,3 % населения, а в сфере услуг — 15 %. В коммуне 4490 га пахотных земель, 100 га виноградников и 410 га лугов.
Находится на линии Орадя — Сату-Маре Румынской железной дороги.